# Bruckmühl
Bruckmühl är en köping (Markt) i Landkreis Rosenheim i Regierungsbezirk Oberbayern i förbundslandet Bayern i Tyskland.